# Lo Snöfall
Lo Snöfall (egentligen Lovisa Maria Snöfall, tidigare Olovsson), född 19 september 1954 i Umeå stadsförsamling, är en svensk konstnär och författare.